# رون كريسب
رون كريسب (بالإنجليزية: Ron Crisp)‏ هو لاعب كرة قدم بريطاني، ولد في 24 سبتمبر 1938 في دتشت في المملكة المتحدة. لعب مع دولويتش هاملت ونادي برينتفورد ونادي لوتون تاون ونادي ليتون أورينت ونادي واتفورد.